# Débuts de l'imprimerie en caractères arabes
La technique de l'imprimerie à caractères mobiles est utilisée en Extrême-Orient depuis le XIe siècle, avec l'invention de Bi Sheng de caractères en argile. Elle évolue ensuite vers des caractères en métal, plus résistants. Son arrivée en Europe coïncide avec l'invention de la presse par Johannes Gutenberg vers 1454 et fut accueillie dans le monde arabo-musulman, où la copie de manuscrits occupait une place fondamentale, à la fois religieuse, culturelle et économique, soit avec une grande indifférence, soit avec hostilité. Le premier développement des impressions en langue et caractères arabes se fit donc en Europe occidentale, et dans l'Empire ottoman cette technique ne fut longtemps utilisée que par les non-musulmans (d'abord les Juifs, puis les chrétiens du Proche-Orient).

## Antécédents

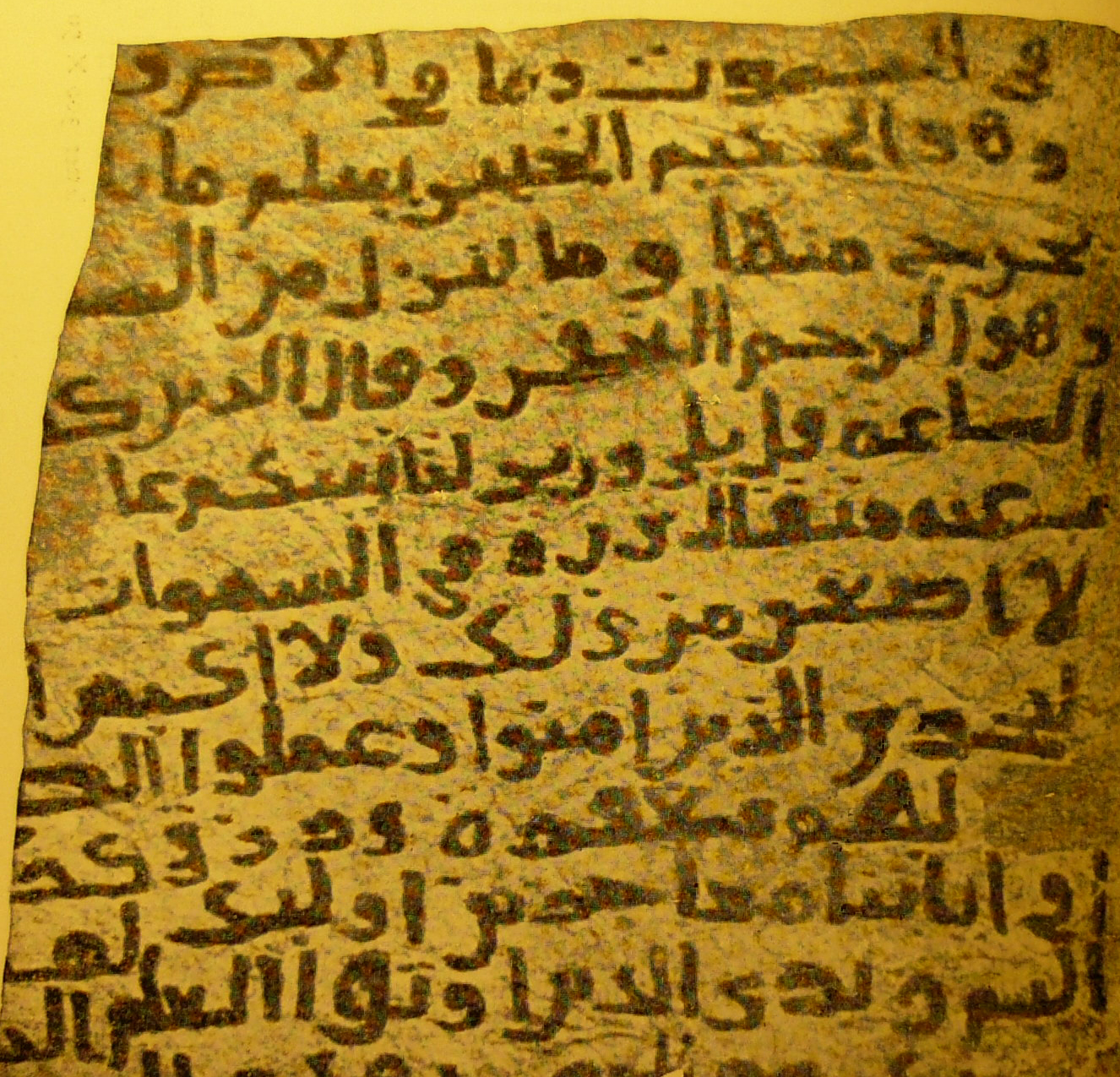
Fragmant imprimé du Coran au X, Égypte

Le monde arabo-musulman du Moyen Âge semble avoir assez tôt connu la reproduction d'images (qui peuvent être des textes, ou en contenir) par xylographie, technique attestée en Chine depuis le VIIe siècle. Selon la légende, durant le règne des Abbassides, le secret de la fabrication du papier dans le monde musulman est obtenu à Samarcande, dans l'actuelle Ouzbékistan, de deux Hans, faits prisonniers lors de la bataille de Talas en 751. L'historien américain Richard W. Bulliet a interprété un texte du poète iranien Abū Dulaf al-Kharazjī (floruit autour de 950) comme décrivant une technique de ce genre avec un moule appelé en arabe ṭarš. Des feuilles avec des textes imprimés de cette façon étaient utilisées comme amulettes, notamment en Égypte : on en conserve une soixantaine de spécimens médiévaux dans les musées et bibliothèques à travers le monde. Cependant cette technique ne pouvait avoir qu'un impact limité pour la diffusion de textes.
Quant à l'imprimerie à caractères mobiles telle qu'utilisée en Europe occidentale par Johannes Gutenberg ou auparavant en Chine et Corée, des édits des sultans ottomans Bajazed II en 1485 et Selim Ier en 1515 en interdirent l'usage pour les textes en caractères arabes. Les premiers livres imprimés dans ces caractères le furent en Italie.

## Lettres arabes en gravures
La première fois que l'alphabet arabe apparaît dans un livre imprimé selon la technique de Gutenberg, c'est dans un ouvrage réalisé à Mayence en février 1486 (1re édition) par l'artiste d'origine hollandaise Erhard Reuwich : la Peregrinatio in Terram Sanctam, racontant le pèlerinage à Jérusalem et au Sinaï effectué en 1483/84 par Bernhard von Breydenbach, doyen du chapitre de la cathédrale de cette ville. Ce livre est célèbre pour les splendides gravures dont il est orné, parmi lesquelles la reproduction en tableaux de six alphabets orientaux (arabe, hébreu, grec, syriaque, copte et guèze) avec la prononciation des lettres. Il fut plusieurs fois réédité (à Lyon en 1489/90). Mais il s'agit donc de gravure sur bois et non de caractères d'imprimerie en plomb. De même, il y a une inscription arabe reproduite dans une gravure de l'édition de l'Hypnerotomachia Poliphili d'Alde Manuce (Venise, 1499), et un tableau de l'alphabet arabe (graphie maghrébine) dans l'ouvrage intitulé Arte para ligeramente saber la lengua arábiga de l'hiéronymite espagnol Pedro de Alcalá (imprimé à Grenade en 1505 par Juan Varela de Salamanque). En France, une planche originale avec l'alphabet arabe apparaît pour la première fois dans le Champfleury, traité de typographie de Geoffroy Tory (Paris, 1529).

## Les premiers textes imprimés
Le premier livre imprimé en langue et caractères arabes connu et conservé jusqu'à nos jours fut réalisé dans la ville de Fano (États de l'Église), en 1514, par un imprimeur vénitien du nom de Gregorio de' Gregori. C'est un livre d'heures canoniales de rite byzantin melkite intitulé Kitāb Ṣalāt al-Sawā'ī bi-Hasāb Ṭaqs al-Kanīsat al-Iskandariyat (Livre des prières des heures selon la liturgie de l'Église d'Alexandrie). L'ouvrage comprend 118 feuillets, et le texte est entièrement en arabe, imprimé en rouge et noir. Les caractères sont quelque peu mal formés, les ligatures imparfaites et les points diacritiques parfois mal placés ou empâtés. Sur le dernier feuillet, le colophon donne des précisions : « par Maître Gregorio de la maison des Gregori de Venise, approuvé par le pape Léon X, achevé d'imprimer le 12 septembre 1514 à Fano ». Cette réalisation est contemporaine du cinquième concile du Latran (mai 1512-mars 1517), où l'on célébra des messes dans différentes langues orientales pour encourager l'union des Églises avec Rome. On ne connaît pas plus de dix exemplaires de cette édition dans le monde.
Il y eut ensuite, à Gênes en 1516, la sortie de presse d'un psautier in-folio en cinq langues : hébreu, grec, arabe, « chaldéen » (c'est-à-dire judéo-araméen) et latin. C'était l'œuvre du dominicain orientaliste (et évêque du Nebbio) Agostino Giustiniani, qui avait le projet d'une Bible polyglotte. Il s'assura la collaboration du typographe et graveur de caractères milanais Pietro Paolo Porro, et l'impression se fit dans la maison de Nicolò Giustiniani, frère d'Agostino. Les caractères arabes, de type maghrébin, correspondaient à ceux qui apparaissaient dans les échanges entre les Génois et le Maroc. Mais la qualité, tant philologique que typographique, du texte arabe laisse fortement à désirer.
Le troisième livre connu imprimé en caractères arabes fut le « Coran vénitien » des imprimeurs Paganino et Alessandro Paganini. Cette édition a longtemps été considérée comme perdue, voire légendaire, jusqu'à ce qu'un exemplaire en soit retrouvé récemment dans la bibliothèque franciscaine de San Michele in Isola à Venise. Ce Coran a été imprimé à Venise en 1537 ou 1538. Dans l'atmosphère de l'Italie de l'époque, une telle édition était susceptible d'être hautement controversée ; de fait, il n'est pas étonnant qu'elle ait rapidement disparu, et que le seul contemporain qui en parle, l'orientaliste Teseo Ambrogio degli Albonesi, ait été le possesseur de l'unique exemplaire qu'on ait retrouvé.
En 1538, Guillaume Postel, revenu de son premier voyage en Orient via Venise, fut chargé de l'enseignement des langues orientales au Collège des lecteurs royaux à Paris. Il publia en mars de cette année un livre sur les écritures orientales intitulé Linguarum duodecim characteribus differentium alphabeta. Introductio ac legendi modus longe facillimus ; les alphabets y étaient reproduits sous forme de « sculptæ tabulæ », et les lettres arabes étaient d'ailleurs complètement illisibles. Par une lettre datée du 9 août suivant, Postel demande à Teseo Ambrogio degli Albonesi de lui procurer des poinçons ou des matrices de caractères arabes, qui lui permettent, dans la période suivante (date incertaine), de publier sa Grammatica arabica avec les lettres arabes imprimées, non plus par « sculptæ tabulæ », mais par « typi » (Paris, Pierre Gromors, entre août 1538 et 1542).

## Les imprimeries romaines de la seconde moitié duXVIesiècle
En 1566, après la clôture du concile de Trente, le jésuite Giovanni Battista Eliano, chargé de l'enseignement des langues orientales au Collège romain de la Compagnie, sortit sur la presse de l'établissement une version arabe de la profession de foi tridentine, avec des caractères typographiques qu'il avait fait fabriquer. Il la fit tirer avec le texte arabe seul et avec la version latine : I'tiqad al-amāna al-urtuduksīya / Fidei orthodoxæ brevis et explicata confessio. En 1580, Eliano se rendit au Liban avec son confrère Giambattista Bruno pour représenter la papauté au synode maronite de Qannoubine (15-17 août) ; il emporta avec lui de Rome deux textes arabes imprimés en plusieurs exemplaires, à savoir la profession de foi tridentine à faire adopter par le synode et d'autre part un catéchisme pour les paroisses composé en latin par Bruno et traduit par lui en arabe ; mais ces textes étaient écrits en garshouni (c'est-à-dire l'alphabet syriaque utilisé pour la langue arabe), usage graphique commun alors dans l'Église maronite.

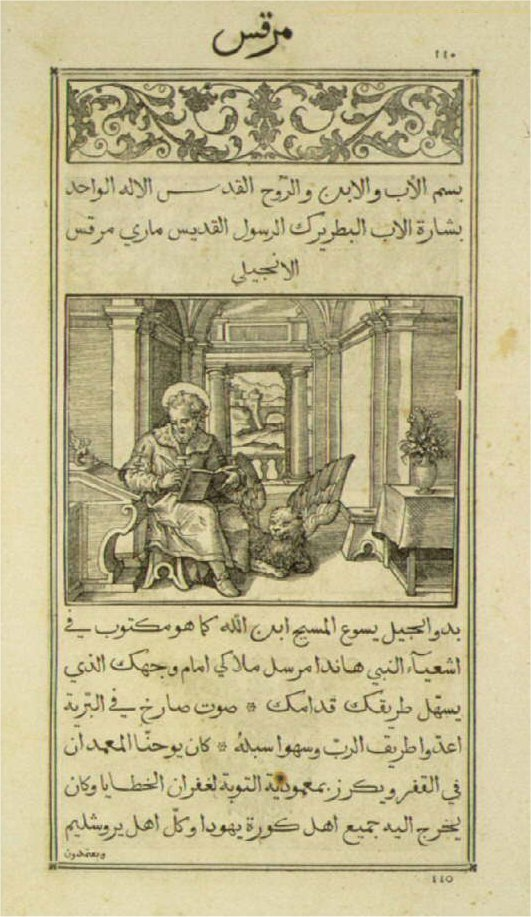
Évangéliaire, saint Marc, Typographia Medicea, 1591

En 1584, la Stamperia Orientale Medicea (en latin Typographia Medicea linguarum externarum) fut fondée à Rome par le cardinal Ferdinand de Médicis avec l'appui du pape Grégoire XIII. La direction de l'entreprise fut confiée au philosophe et orientaliste Giambattista Raimondi. Celui-ci caressait l'énorme projet, qu'il ne put jamais mener à bien, d'une Bible polyglotte intégrant, en plus du latin, du grec, de l'hébreu et du « chaldéen », six langues utilisées par les chrétiens d'Orient (arabe, syriaque, copte, guèze, arménien, persan). Pour la fabrication des caractères, on s'adressa notamment à Robert Granjon, installé à Rome depuis 1578 : entre 1583 et 1586, il fabriqua (au moins) cinq séries de poinçons pour l'alphabet arabe. 
Les livres arabes sortis de la Stamperia Medicea sont les suivants :
- Evangelium sanctum Domini Nostri Jesu Christi conscriptum a quattuor evangelistis sanctis, id est Mattheo, Marco, Luca et Johanne, arabice et latine, Romæ, in Typographia Medicea, (1590-)1591 (évangéliaire bilingue arabe-latin tiré en trois mille exemplaires ; les poinçons de Robert Granjon, dits « arabe des Quatre Évangiles », conservés à l'Imprimerie nationale) ;
- Alphabetum Arabicum, Romæ, in Typographia Medicea, 1592 (l'alphabet arabe commenté en latin et illustré par les versions arabes du Pater, de l'Ave Maria, de deux psaumes et du prologue de saint Jean ; quatre arabes de Robert Granjon représentés dans ce volume) ;
- Al-Idrissi, Kitāb nuzhat al-muštāq fī ḍikr al-amṣār wa-l-aqṭār wa-l-buldān wa-l-ğuzur wa-l-madā'in wa-l-āfāq (Livre du délassement de celui qui brûle de visiter les régions, les continents, les pays, les îles, les villes et le monde), Romæ, in Typographia Medicea, 1592 (un abrégé de la Géographie d'al-Idrissi, augmenté d'une actualisation des connaissances sur les pays du Levant) ;
- Ibn-al-Hadjib, Al-Kāfiya / Grammatica Arabica dicta Kaphia, Romæ, in Typographia Medicea, 1592 (grammaire classique de l'arabe) ;
- Ibn Ajarrum, Al-Ajurrumiya / Grammatica Arabica in compendium redacta quæ vocatur Giarrumia, Romæ, in Typographia Medicea, 1592 (grammaire élémentaire de l'arabe) ;
- Avicenne, Kutub al-Qānūn fī ṭ-ṭibb / Libri quinque Canonis medicinæ. Quibus additi sunt in fine libri logicæ, physicæ et metaphysicæ. Arabice nunc primum impressi, Romæ, in Typographia Medicea, 1593.

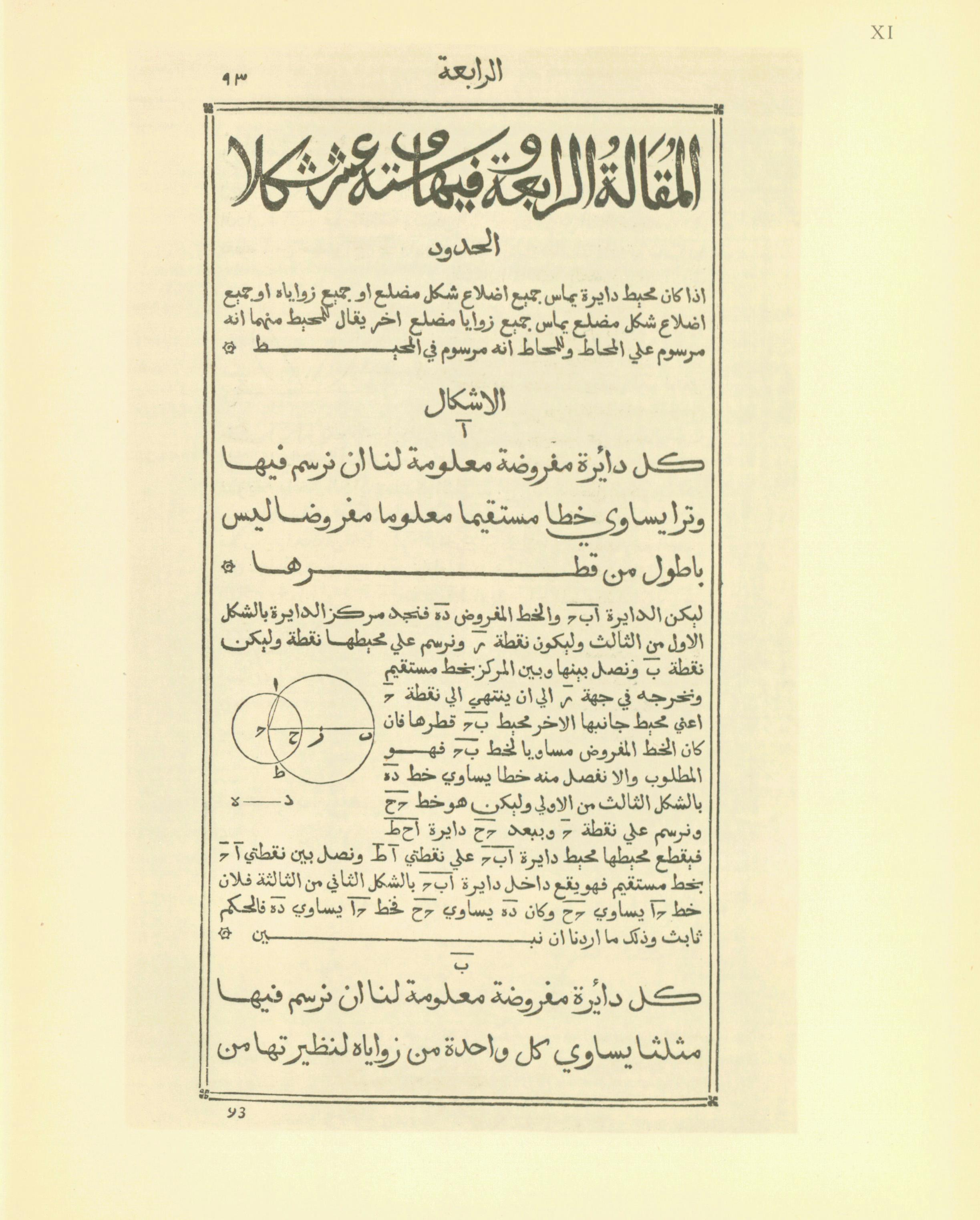
Nasir ad-Din at-Tusi, Typographia Medicea, 1594

- Nasir ad-Din at-Tusi, Euclidis Elementorum geometricorum libri tredecim ex traditione doctissimi Nasiridini Tusini. Nunc primum arabice impressi, Romæ, Typographia Medicea, 1594 (la « rédaction » arabe, taḥrīr, des Éléments d'Euclide par Nasir ad-Din at-Tusi) ;
- 'Izz al-Din al-Zanjani, Kitāb al-taṣrīf / Liber tasriphi, id est conjugationis [...]Traditur in eo compendiosa notitia conjugationum verbi Arabici, Romæ, in Typographia Medicea, 1610.

C'était l'intention de Giambattista Raimondi de produire des livres, non seulement pour les chrétiens du Proche-Orient, mais aussi pour les lettrés musulmans. Le sultan Mourad III autorisa la vente dans l'Empire ottoman de l'édition du texte de Nasir ad-Din at-Tusi. La Stamperia Medicea fit faillite en 1610.
En dehors de cette imprimerie, un traité de géographie arabe fut publié à Rome en 1585 par l'imprimeur Domenico Basa, qui recourut aussi à Robert Granjon pour la fabrication des caractères : c'est le Kitāb al-bustān fī 'ağā'ib al-Arḍ wa'l-Buldā (Livre du jardin des merveilles de la terre et du monde) d'Ahmed b. Halil al-Salihi (ou Ibn Kundugdi al-Salihi, auteur peu connu de la fin de l'époque des Mamelouks). Ce fut d'ailleurs le premier livre non religieux imprimé en caractères arabes, et le premier où apparaît une série de caractères de R. Granjon (l'« arabe du Kitâb al-Bustân »). On ne connaît actuellement que deux exemplaires de cette édition.
L'impression de livres en caractères arabes reprit à Rome en 1627 dans l'imprimerie de la congrégation De Propaganda Fide. En 1632, à Milan, l'orientaliste Antonio Giggei, conservateur de la Bibliothèque ambrosienne, publia un Thesaurus linguæ Arabicæ en quatre volumes, traduction sous forme de dictionnaire arabe-latin du fameux ouvrage lexicographique Al-Qāmūs al-muhīt, d'al-Firuzabadi (1329-1415).

## Les imprimeries d'Europe du Nord

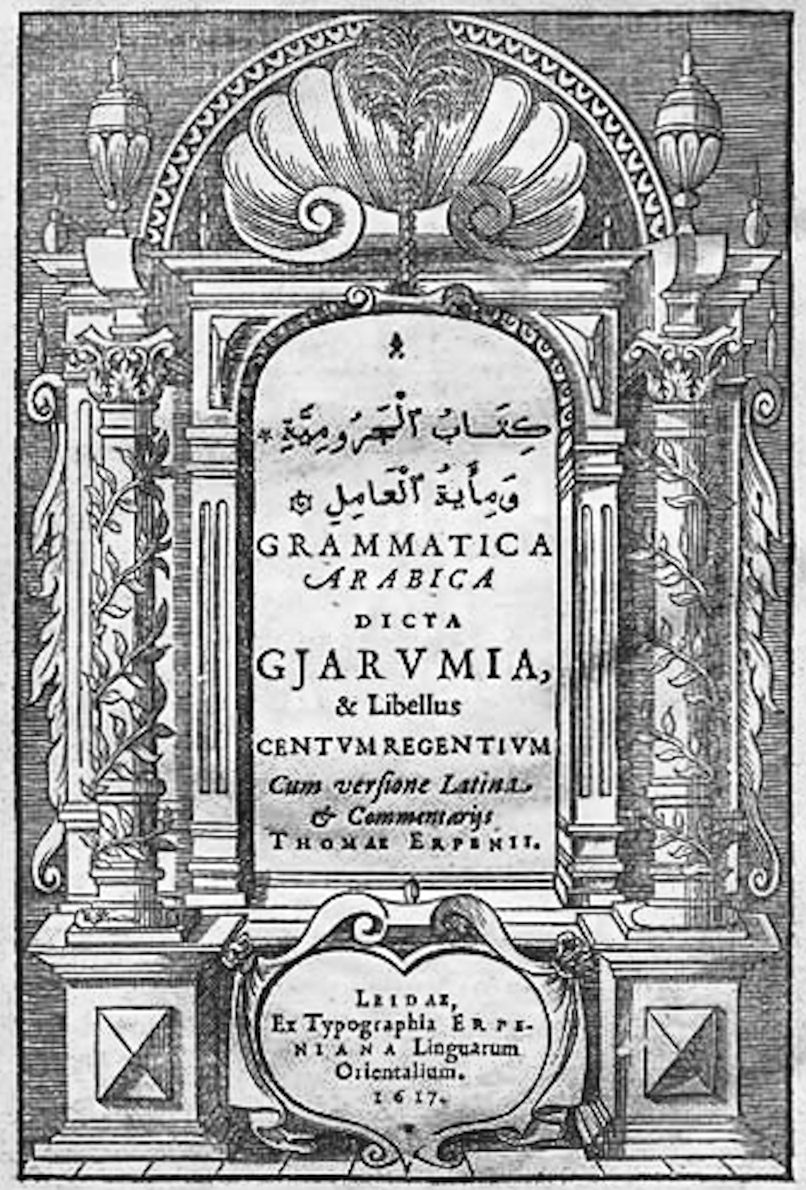
Édition de la grammaire Al-Ajurrumiya par Thomas van Erpe, 1617

À Leyde, l'imprimeur anversois Christophe Plantin fonda en 1583 une succursale bientôt prise en charge par son gendre François Rapheleng, savant orientaliste, et elle devint l'imprimerie officielle de l'université. Rapheleng devint aussi professeur d'hébreu à l'université en 1587, et commença dès cette époque à composer son Lexicon Arabicum arabe-latin. Il réfléchit à partir de 1590 à la fabrication de poinçons pour l'impression en arabe, et se procura plusieurs des livres qui sortaient alors de la Stamperia Medicea (au moins cinq), notamment l'Alphabetum Arabicum de 1592. En 1593, Joseph Juste Scaliger vint s'installer à Leyde avec sa collection remarquable de manuscrits en langues orientales. En 1595 les poinçons arabes de Rapheleng étaient fondus, et il imprima un Specimen. Il n'eut guère le temps d'utiliser davantage ce matériel, puisqu'il mourut en 1597. Ses fils s'en servirent pour la première fois, en 1598, pour réaliser la seconde édition de l' Opus de emendatione temporum de Scaliger, ouvrage qui nécessite plusieurs alphabets orientaux. Mais ensuite, jusqu'en 1612, ces poinçons ne furent utilisés que sporadiquement, pour de courts passages en arabe dans des livres en latin. Le premier long texte arabe publié à Leyde fut l' Épître à Tite, à l'initiative de Jan Theunisz, professeur d'arabe embauché par l'université en février 1612. Puis sortirent la même année 1613 le Lexicon Arabicum de Rapheleng père, édité par Thomas van Erpe, qui avait remplacé Theunisz sur sa chaire, et complété par lui à partir notamment d'une liste de mots laissée par Scaliger, et d'autre part la Grammatica Arabica quinque libris methodice explicata de van Erpe lui-même. Il s'agit là à la fois du premier dictionnaire et de la première véritable grammaire arabes composés en Europe, et du premier dictionnaire arabe imprimé. Ensuite furent publiés à Leyde, à l'initiative notamment de Thomas van Erpe et de son disciple Jacob Golius, de nombreux livres en arabe (trente-huit au cours du XVIIe siècle, dont un Nouveau Testament complet dès 1616, un Pentateuque en 1622, l' Historia Saracenica de Georges Elmacin en 1625...).

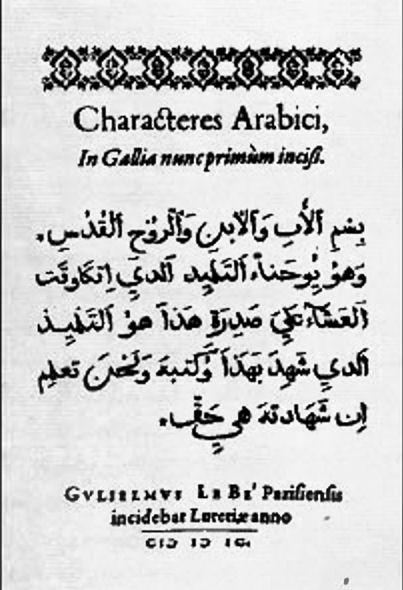
Caractères arabes de Guillaume II Le Bé, 1599

À Paris, le graveur de caractères Guillaume II Le Bé disposa d'une série arabe à partir de 1599, la première fabriquée en France. En 1613, François Savary de Brèves, ambassadeur de France auprès du Saint-Siège, fonda à Rome une imprimerie orientale, la Typographia Savariana, pour laquelle il fit fabriquer des poinçons de caractères arabes, et l'année suivante, rappelé à Paris par la reine Marie de Médicis, il emporta avec lui ce matériel, et se fit accompagner également de chrétiens libanais, Gabriel Sionite, Victor Scialac et Jean Hesronite. il remonta son atelier d'imprimerie dans le collège des Lombards. En sortit en 1616 le premier volume d'une Grammaire arabe, consacré à la lecture et à l'écriture, mais il n'y en eut pas de second. Ensuite, de 1628 à 1645, il y eut l'aventure de la Bible polyglotte de Paris, en sept langues dont l'arabe. Antoine Vitré, nommé en 1630 imprimeur du roi pour les langues orientales, et responsable de cette Bible, racheta le matériel de Savary de Brèves.

## Les premières éditions du Coran
En dehors de l'édition à l'existence avérée, mais quelque peu fantomatique, des Paganini au XVIe siècle (Venise, 1537/38), Thomas van Erpe reproduisit trois sourates (31, 61 et 32) en annexe de sa grammaire en 1613, et caressait l'idée d'une édition complète du livre quand il mourut prématurément en 1624. Ensuite, la plus ancienne édition complète dont il subsiste une pluralité d'exemplaires est celle que publia à Hambourg, en 1694, le théologien luthérien et orientaliste Abraham Hinckelmann, sous le titre Al-Coranus, sive Lex Islamitica Muhammedis, filii Abdallæ, Pseudoprophetæ. Cette édition est unilingue, sans traduction latine, ce qui explique qu'elle eut peu de diffusion ; elle est introduite par une préface de quatre-vingts pages où Hinckelmann souligne qu'il ne veut pas du tout favoriser la propagation de l'islam, mais seulement la connaissance de cette religion et de la langue arabe, le Coran, selon lui, étant incontournable pour étudier cette dernière ; la réalisation du volume a été confiée à deux imprimeurs renommés de Hambourg, Gottfried Schultze et Benjamin Schiller ; ceux-ci se sont probablement procuré les modèles de caractères à Leyde. 
Très peu de temps après vint l'édition de Ludovico Marracci (Padoue, 1698). Ce prêtre italien avait participé à la préparation de la Biblia Arabica de la congrégation De Propaganda Fide (travaux d'établissement du texte entre 1624 et 1650, publication à Rome en 1671) et était devenu le professeur d'arabe de l'Université de la Sapienza. Son travail sur le Coran se présente comme une œuvre militante chrétienne en deux parties : Refutationis Alcorani prodrome, volume publié à Rome en 1691 par la congrégation De Propaganda Fide (contenant la présentation de la vie du prophète et des fondements de l'islam), et Refutatio Alcorani, volume publié à Padoue en 1698 et dédié à l'empereur Léopold Ier vainqueur des Turcs devant Vienne en 1683 (contenant le texte arabe et une traduction latine entière qui est la troisième connue historiquement, après celle que commandita Pierre le Vénérable en 1142 et celle que réalisa Marc de Tolède vers 1210). L'édition de Marracci, fruit d'une quarantaine d'années de travail, est restée l'édition classique du Coran en Occident jusqu'au XIXe siècle.

## Les débuts dans les pays musulmans
Le premier texte en langue arabe imprimé sur le territoire de l'Empire ottoman fut un psautier réalisé en 1610 dans le monastère Saint-Antoine de Qozhaya, dans le nord du Liban, à l'initiative de Sarkis Rizzi, un évêque de l'Église maronite ayant vécu une grande partie de sa vie à Rome. Mais ce psautier bilingue syriaque-arabe n'utilise pas l'alphabet arabe, mais le garshouni, une convention en usage alors chez les chrétiens maronites pour transcrire la langue arabe en alphabet syriaque. Graphiquement, tout le livre est donc dans cette dernière écriture. De plus ce « psautier de Qozhaya », dont il ne subsiste que quelques exemplaires, resta pendant près d'un siècle une réalisation absolument unique parmi les chrétiens du Proche-Orient.
Le pionnier suivant fut Athanase IV Dabbas, patriarche d'Antioche pour l'Église orthodoxe melkite (siégeant à Alep) entre 1686 et 1724. Le point de départ de son entreprise se trouve à Bucarest, alors capitale de la Valachie, une principauté chrétienne vassale de l'Empire ottoman : un développement culturel y avait lieu à cette époque, marqué notamment par la création d'un atelier princier d'imprimerie, d'où sortit en 1688 la Biblia Wallachia ; le voïvode Constantin II Brâncoveanu, intronisé en 1688, encouragea fortement ce mouvement, et s'associa le savant moine géorgien Anthime l'Ibère, qui devint plus tard  métropolite de Valachie. Ce dernier, lettré polyglotte, organisa l'impression de nombreux livres religieux chrétiens (soixante-trois en tout) rédigés dans différentes langues de la chrétienté orthodoxe (slavon, roumain, grec, mais aussi arabe) ; en 1701 fut imprimé un missel bilingue grec-arabe, et ensuite un livre d'heures (Horologion). Athanase Dabbas, qui séjourna alors en Valachie, fit apporter au moins une presse à Alep en 1704 ; quant aux caractères, son atelier disposa bientôt de trois séries arabes, mais on ne sait s'ils furent aussi apportés de Bucarest ou fabriqués sur place. Le prélat embaucha comme technicien le jeune Abdallah Zakher, qui poursuivit ensuite ses activités d'imprimeur. De cette imprimerie d'Alep sortirent entre 1706 et 1711 dix livres qui sont les premiers livres imprimés en caractères arabes dans un pays arabe. Ce sont uniquement des textes religieux : notamment un psautier, un évangéliaire, un recueil des épîtres du Nouveau Testament, le Paraclétique (livre de prières de l'Église orthodoxe), une anthologie de textes de Jean Chrysostome, un recueil des homélies d'Athanase de Jérusalem...
En 1726, une imprimerie fut fondée à Constantinople même par un musulman : il s'agit de Zaïd Aga, fils de Mehmet Effendi, ambassadeur ottoman en France en 1720/21, qui avait accompagné son père lors de sa légation ; il se fit charger par le sultan Ahmed III d'établir un atelier typographique dans le Sérail et s'associa un Hongrois converti à l'islam appelé İbrahim Müteferrika (surnommé ensuite Basmadji, « l'imprimeur »). Le premier ouvrage qui sortit de cet atelier, en 1728, est le dictionnaire arabe-turc d'un lexicographe du nom de Van-Kouli, en deux volumes in-folio (tiré à plus de huit cents exemplaires). Ensuite il y eut un ouvrage historiographique intitulé Tārīḥ Agvānian ou Mīrveis (l'histoire récente de l'Afghan Mirwais Khan Hotak), et ensuite une Géographie de l'Empire ottoman, avec des cartes (1729).
L'imprimerie d'İbrahim Müteferrika fut abandonnée au bout de quelques années sous la pression des milieux conservateurs. Ce n'est qu'en 1795 que le sultan Sélim III, dans un souci de modernisation, ordonna la création d'une nouvelle imprimerie pour publier des ouvrages techniques et des textes de loi en turc. L'ambassade de France à Constantinople publia un bulletin en turc de 1793 à 1797 tandis que les ambassades d'Autriche et d'Angleterre  faisaient imprimer divers ouvrages, souvent de caractère contre-révolutionnaire.